# Hemsby
Hemsby – wieś w Anglii, w hrabstwie Norfolk, w dystrykcie Great Yarmouth. Leży 28 km na wschód od Norwich i 182 km na północny wschód od Londynu.
Miejscowość liczy 2973 mieszkańców.